# Rías Bajas

Rías Bajas, con su cuenca hidrográfica

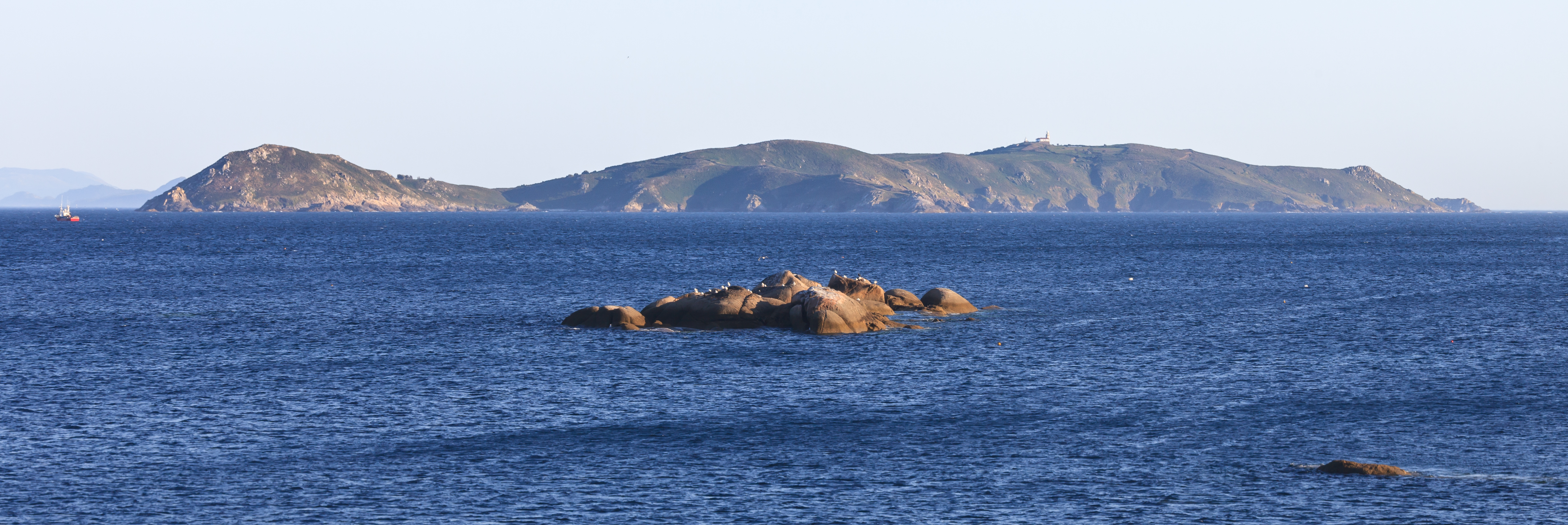
Vista de la isla de Ons en la ría de Pontevedra.

Las Rías Bajas (en gallego: Rias Baixas) son una parte del área costera de Galicia, desde Finisterre hasta la ría de Vigo. Ocupan casi toda la costa de la provincia de Pontevedra y parte de la costa oeste de la provincia de La Coruña. De norte a sur son:
- Ría de Corcubión
- Ría de Muros y Noya
- Ría de Arosa
- Ría de Pontevedra
- Ría de Aldán
- Ría de Vigo

Se caracterizan por su gran tamaño en relación con el resto de las rías gallegas. Su colmatación es relativamente baja, y son ampliamente navegables para barcos de gran calado. 
Casi todas las rías poseen un gran puerto pesquero, de contenedores y granelero[cita requerida] así como varios puertos deportivos.
Muchos son los centros turísticos de interés debido a sus encantos arquitectónicos, culturales y urbanísticos, aunque el principal atractivo es la costa. Así pues destacan:

## Acantilados
- Ría de Corcubión: Finisterre, Pindo y Dejo.
- Ría de Muros y Noya: Louro (acantilado, monte y laguna), Baroña, Corrubedo.
- Ría de Arosa: Aguiño, San Vicente de El Grove.
- Ría de Aldán: Cabo Udra, Punta Couso, Costa Soavela.
- Ría de Pontevedra: Cabo Udra, Punta San Vicente.
- Ría de Vigo: Cabo Home, Cabo Silleiro y más al sur, fuera de la ría, la costa de Oya.[6]

## Faros

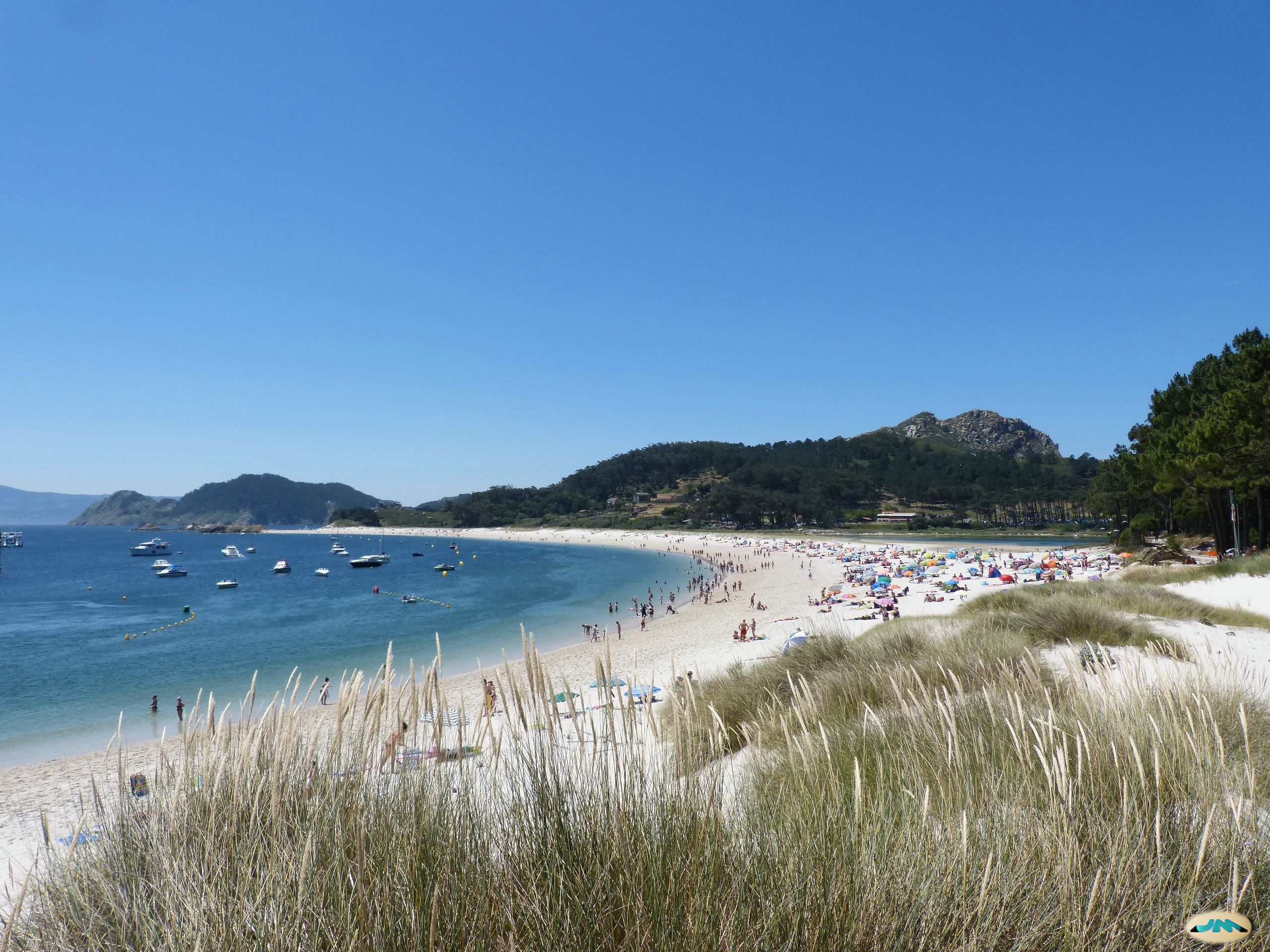
Playa de Rodas en las Islas Cíes fue elegida por The Guardian como la playa más hermosa del mundo.

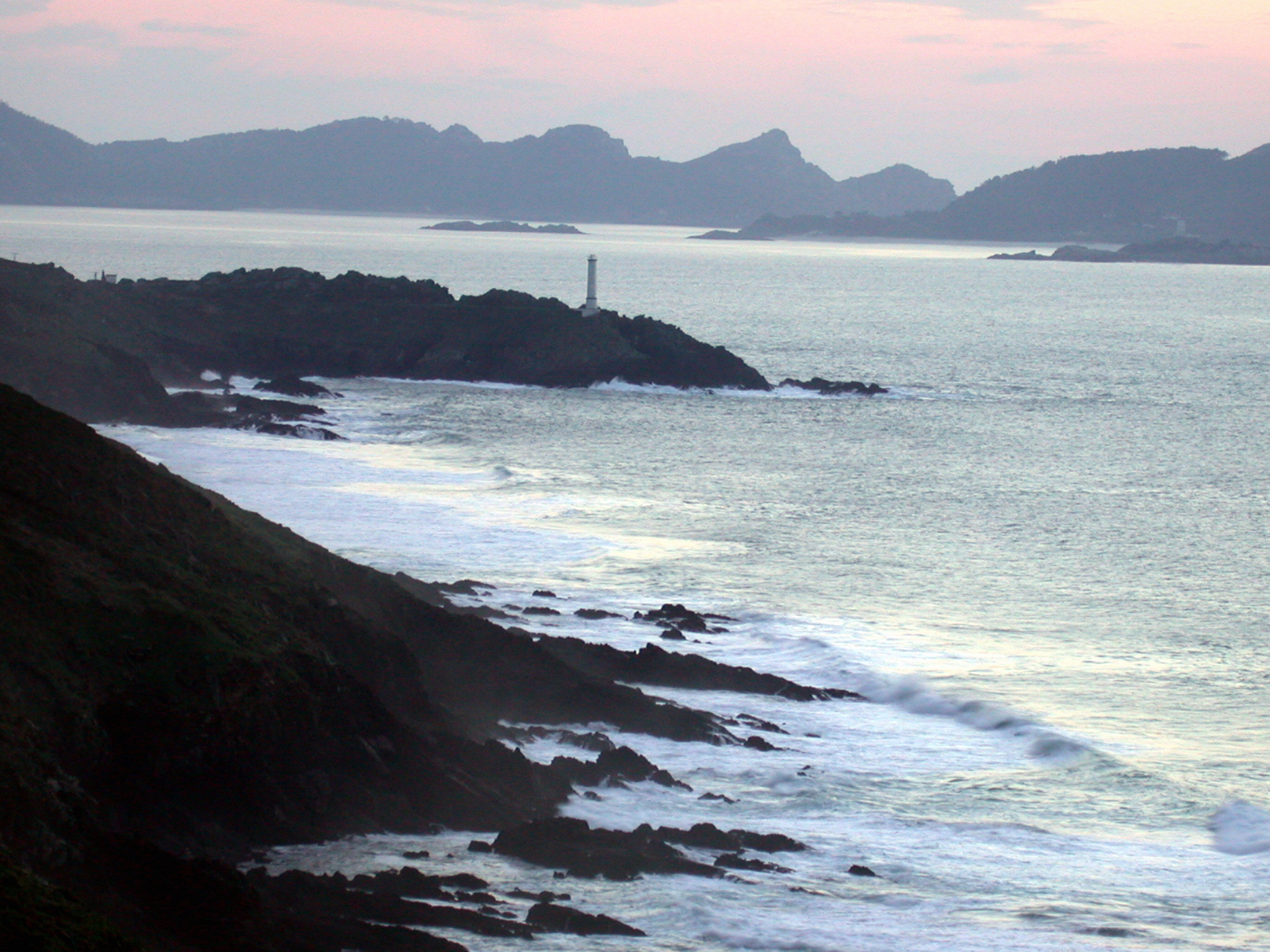
Faro de Cabo Home, Hio, Cangas con las islas Cíes al fondo

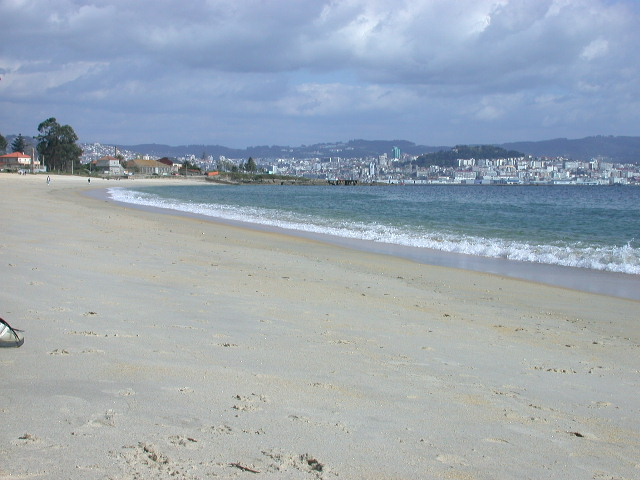
Playa de Rodeira, en Cangas, con la ciudad de Vigo al
fondo.

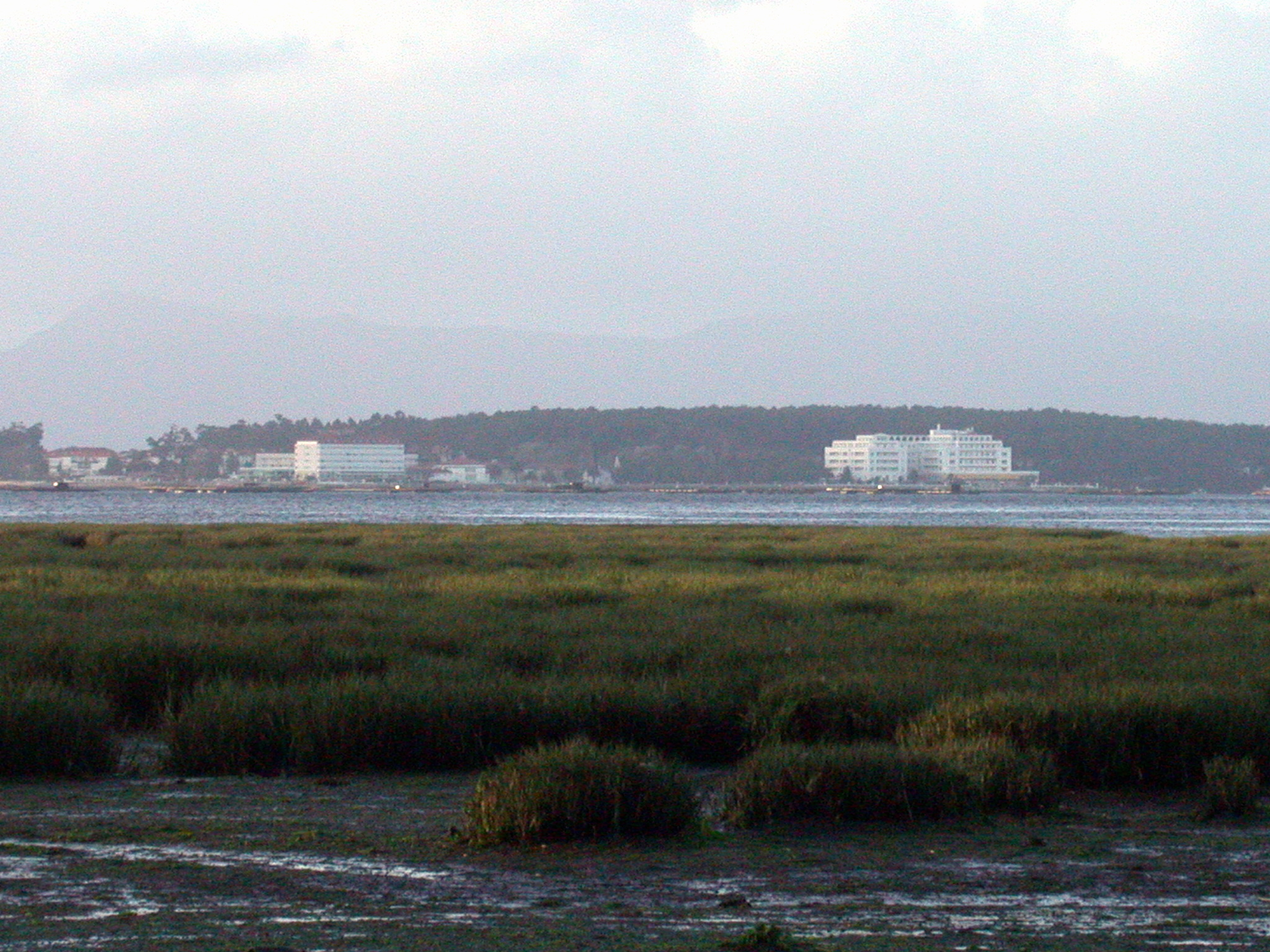
La Toja y marismas de Dena. Costa marismeña y parque natural del complejo intermareal Umia-Grove y, al fondo, hoteles de 4 y 5 estrellas de La Toja.

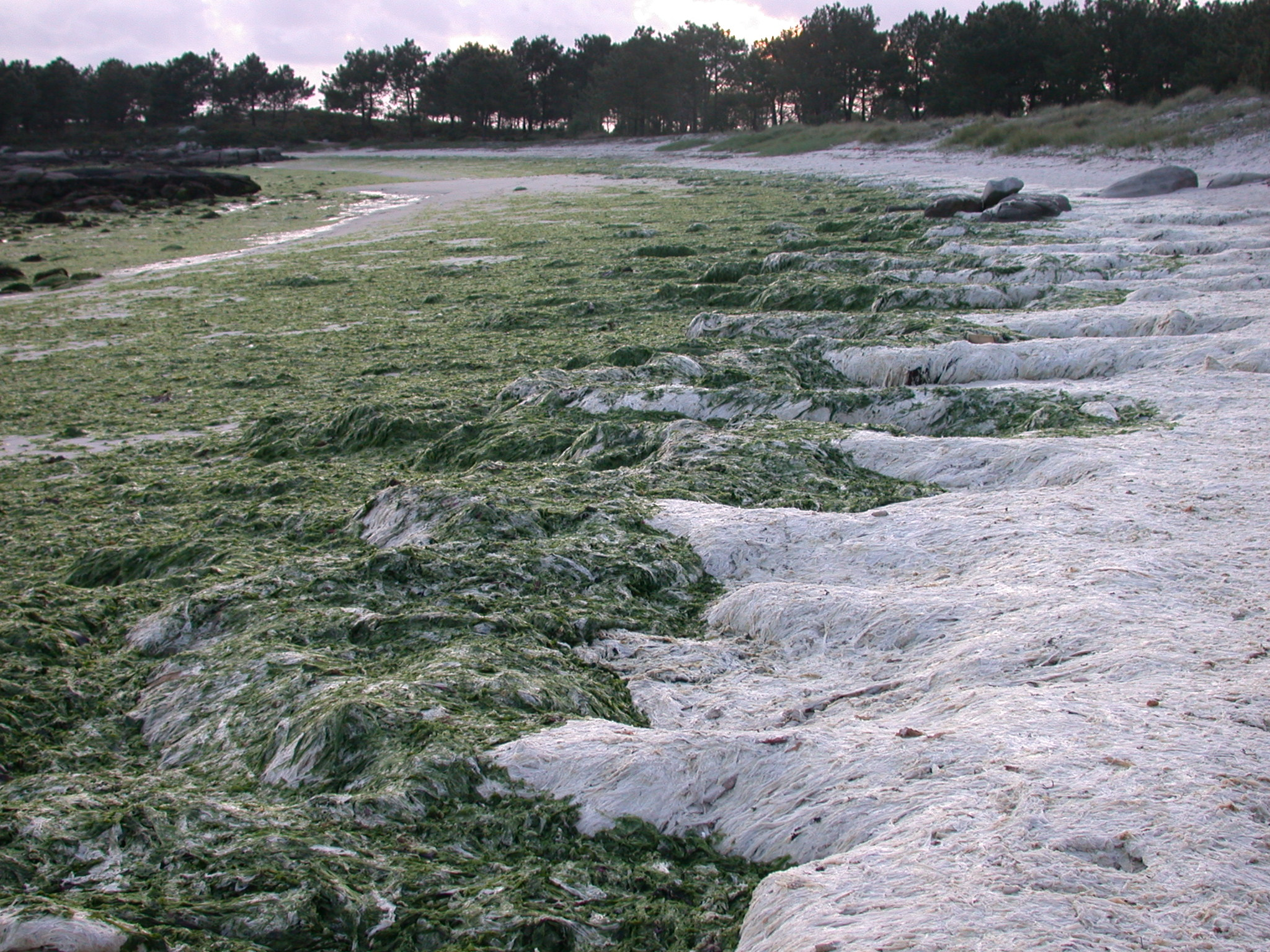
Marea de algas en la playa de Estrellas, isla de Arosa

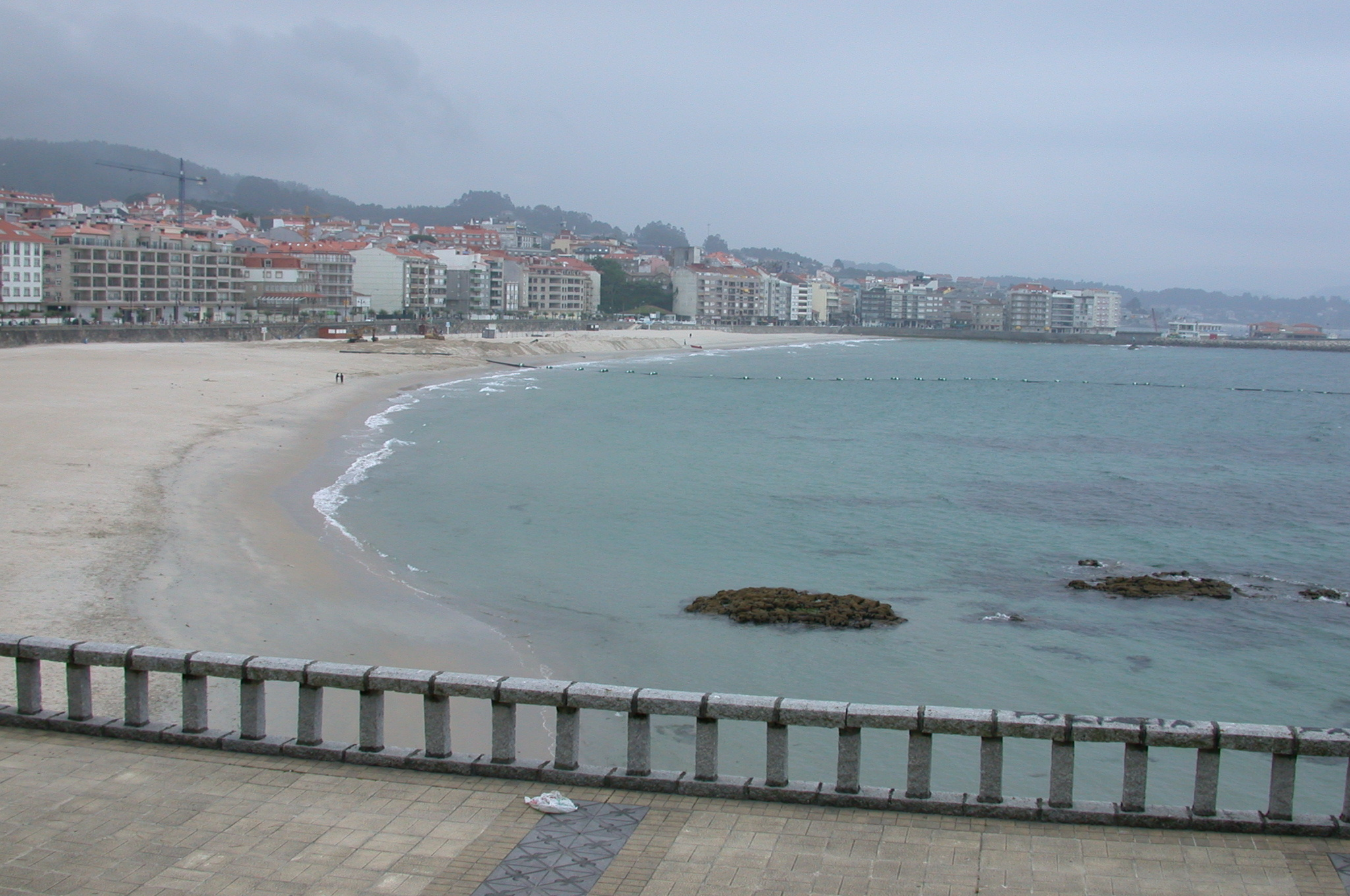
Playa de Silgar, Sangenjo, urbana y foco turístico.

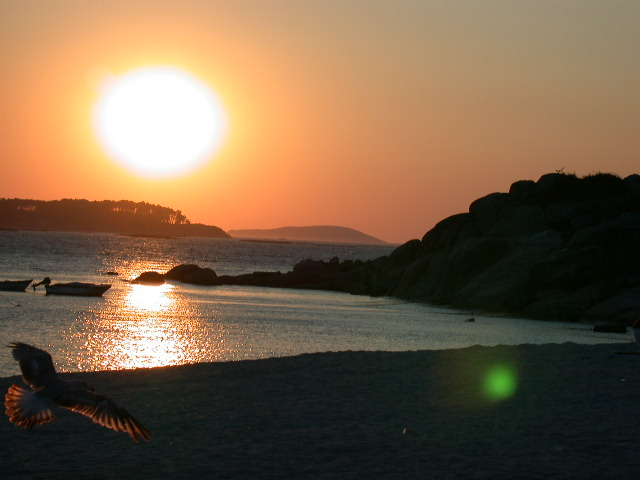
Playa de Menduiña, con Punta Couso y las islas de Ons al fondo. Ría de Aldán. Cangas

- Ría de Corcubión: Finisterre, Corcubión, Pindo, Lira, Lariño.
- Ría de Muros y Noya: Louro, Muros, Puerto del Son, Corrubedo.
- Ría de Arosa:  Aguiño, Sálvora, El Carreiro.
- Ría de Pontevedra:  Ons, Udra, Montalvo.
- Ría de Aldán: Udra, Couso.
- Ría de Vigo:  Home, Cíes, Silleiro.[8]

## Playas
Son cientos de playas, las más sobresalientes:
- Ría de Corcubión: Langosteira, Sardiñeira, Estorde, Quenje, Cee, Gures, Ézaro, San Pedro, Quilmas, Carnota, Lariño, Areamayor.
- Ría de Muros y Noya: Basoñas, Seigide, Ventin, Bornalle, Esteiro, Mallante, Testal, Boagrande, Coira, Aguieira, Caveiro, Suigreja, Baroña, Seiras, Sieira, Arealonga, Recabeira, Corrubedo.
- Ría de Arosa: Castro, Coroso, Palmera, Lage, Lombiña, Areal, Barraña, Carragueiros, Ladeira, Mañons, Torre, Tangil, Porrón, Lodeiro, Compostela, Sinas, Terrón, Areasecada, Riasón, Cabodeiro, Taráis, Camage, Camariñas, Gestelas, Covadelo, Mourisca, Reboredo, Área de las pipas, Borreiro, Canelas, Bois.
- Ría de Pontevedra: Área de Cruz, Pajareros, La Lanzada, Pozos, Magor, Bascuas, Montalvo, Canelas, Caneliñas, Portonovo, Silgar, Áreas, Laño, Polvorín, Portocelo, Mogor, Aguete, Loira, Lapamán, Agrelo, Loureiro, Bueu, Beluso, Tulla, Mourisca.
- Islas Ons: Área de los perros y Melide.
- Ría de Aldán:[9] Ancoradouro, Área de Bon, Menduiña, Francón, Areacova, San Cibrián, Vilariño, Arneles, Pinténs, Castiñeiras, Areabrava.
- Ría de Vigo:  Melide, Barra, Nerga, Liméns, Rodeira, Canaval, Niño do Corvo, Tirán, O Con, A Xunqueira, Meira, Borna, Rioseco, Cesantes, Alcabre, Samil, Vao, Canido, Monduiña, Patos, Playa América, Panjón, Ladeira, y fuera de ella más al sur,  Mougás,  y ya en el Río Miño,  Camposancos.
- Islas Cíes: Figueiras, Rodas, y San Martiño.

## Cascos urbanos históricos
Corcubión, Muros, Noya, Puebla del Caramiñal, Riveira, Rianjo, Villagarcía de Arosa, Cambados, Pontevedra, Cangas de Morrazo, Redondela, Vigo, Bouzas y Bayona.

## Centros turísticos de sol y playa
Muros (Louro y San Francisco), Portosín (Puerto del Son), Puebla del Caramiñal, Boiro, El Grove, Sangenjo, Cangas, Vigo (Samil y Canido),Nigrán (Patos, Panjón y Playa América) y Bayona.

## Ríos
- Ría de Corcubión: río Jallas.
- Ría de Muros y Noya: río Tambre.
- Ría de Arosa: río Ulla y río Umia.
- Ría de Pontevedra: río Lérez y otros menores: Gafos, Loira.
- Ría de Aldán: río Orjás.
- Ría de Vigo: río Oitavén-río Verdugo y río Miñor.

## Islas[11]
- Ría de Corcubión: la más abierta, sin defensas, tan solo islotes como las islas Lobeiras.
- Ría de Muros y Noya: pequeña isla de Quebra, en su interior, también sin defensa.
- Ría de Arosa: Sálvora, a su entrada, ejerciendo de envite al oleaje, y ya en su interior, Arosa -conectada por puente-, Cortegada y la conocida La Toja, también conectada por un pequeño puente.
- Ría de Pontevedra: ejerciendo de defensa exterior están Ons y Onza, con transporte marítimo en verano y ya en su interior, Tambo, de carácter militar. También hay algunos islotes, como A Illa dos Ratos.
- Ría de Aldán: sin islas, pero orientación Norte, actuando las corrientes de modo distinto a las otras rías.
- Ría de Vigo:  ejerciendo de defensa exterior están las Islas Cíes, con transporte marítimo en verano y en su interior, las Estelas, y Toralla, de estas, las primeras son islotes y la segunda unida mediante un puente, es privada; dentro de la ensenada de Rande, con aguas mucho más tranquilas están las Islas de San Simón (con transporte marítimo),  Alvedosas, y dos pequeños islotes más en la desembocadura del río Oitavén-Verdugo.[12]

## Puertos
- Puerto de Cee
- Puerto de Muros
- Puerto de Riveira
- Puerto de Puebla del Caramiñal
- Puerto de Villagarcía de Arosa
- Puerto de Cambados
- Puerto de El Grove
- Puerto de Marín
- Puerto de Bueu
- Puerto de Aldán
- Puerto de Cangas
- Puerto de Meira, Moaña
- Puerto de Redondela
- Puerto Deportivo de Pontevedra
- Puerto de Vigo
- Puerto de Bayona